# Charlotte Wåhlin
Charlotte Wåhlin (19. juli 1976) er en tidligere dansk atlet.
Charlotte Wåhlin begyndte karrieren i Randers Real AM, hun flyttede 1997 til København hvor hun først var med i Københavns IF og fra 1999 i Sparta.
Charlotte Wåhlin har gennem sin karriere sat 11 danske rekorder i hammerkast, vundet syv danske mesterskaber; fire i kuglestød, to i hammerkast og et i kastefirekamp , vundet U23 NM, og deltaget i EM 1998. Wåhlin repræsenterede Danmark i fem landskampe alle i Europa cupen.
Wåhlin indstille 2001 karrieren med øjeblikkelig virkning grundet problemer med en rygskade. Hun blev samme år optaget på Ithaca College i New York State studerende under to år "sportspychology" og "performance enhancement strategies". Samtidig underviste hun i atletik på Ithaca College.

## Mesterskaber

### Internationale mesterskaber
- 1998 EM Hammerkast 33 50,62

### Danske mesterskaber
- 1999 DM Hammerkast 1 55,25
- 1999 DM Kuglestød 2 12,78
- 1998 DM Kuglestød 1 13,51
- 1998 DM Hammerkast 1 54,77
- 1998 DM-inde Kuglestød 1 13,60
- 1997 DM Kuglestød 1 12,98
- 1997 DM Kastefirekamp 1 2954p
- 1997 DM Hammerkast 2 46,14
- 1996 DM Kuglestød 1 13,25
- 1996 DM Hammerkast 3 41,18

### Danske junoior mesterskaber
- 1997 U23-DM Kuglestød 1 12,71
- 1997 U23-DM Hammerkast 1 48,10
- 1997 U23-DM Kastefirekamp 1 2954p
- 1996 U23-DM Hammerkast 1 43,18
- 1996 U23-DM-inde Kuglestød 1 12,98
- 1995 JDM Hammerkast 1 34,78
- 1994 JDM Hammerkast 1 36,44
- 1994 JDM Kastetrekamp 1 1921p
- 1993 DMU-17 Hammerkast 1 38,30

## Danske rekorder

### Seniorrekorder
- Hammerkast: 58,99 8 maj Provo, Utah USA 2000
- Hammerkast: 58,83 4 maj 2000
- Hammerkast: 58,17 5 april Logan USA 2000

### U23-rekorder
- Kastefirekamp: 2954p 14 september 1997